# آب خشک

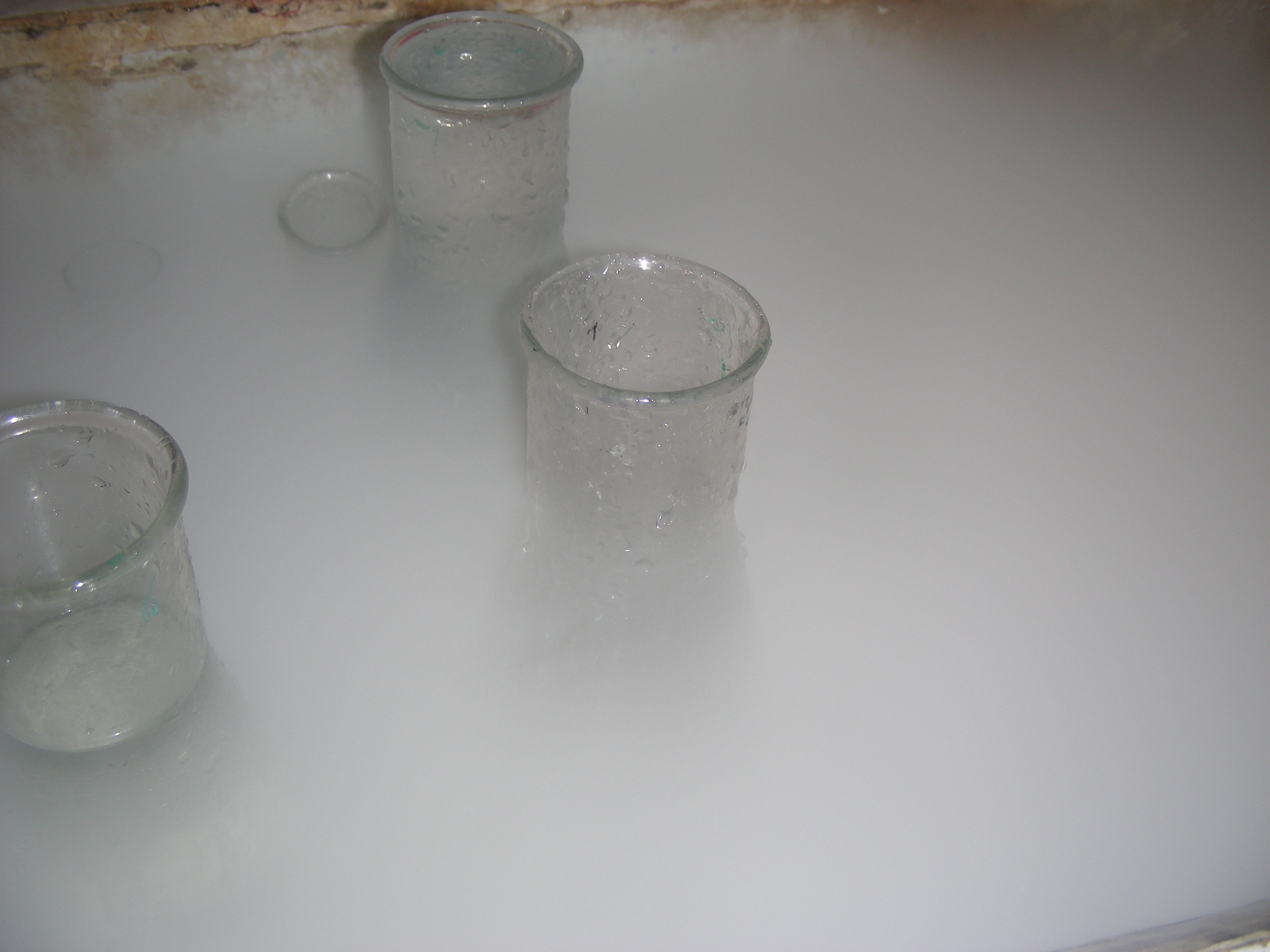

آب خشک یا آب خالی، شکلی از "مایع پودری"، امولسیون هوا-آب است که در آن قطرات آب توسط یک پوشش سیلیسی احاطه شده است. آب خشک از 95 درصد آب مایع تشکیل شده است، اما پوشش سیلیسی مانع ترکیب شدن قطرات آب و تبدیل آن به مایع حجیم می شود. نتیجه یک پودر سفید است.

## کشف و آماده سازی
آب خشک برای اولین بار در سال 1968 ثبت اختراع شد و به سرعت در صنایع آرایشی و بهداشتی مورد استفاده قرار گرفت. در سال 2006، کار جدید دانشگاه هال با آب خشک، علاقه به استفاده بالقوه آن را در زمینه های دیگر افزایش داد.
آب خشک را می توان با مخلوط کردن مخلوطی از غبار دی اکسید سیلیکون با آب تهیه کرد.

## برنامه های کاربردی
برخی از گازها، هنگامی که با آب خشک مخلوط می شوند، با آب ترکیب می شوند و سپس آنها را در یک قفس هیدرات کلترات جامد به دام می اندازند. این احتمال انتقال گازهای انفجاری را در آب خشک با کاهش خطر انفجار نشان می دهد. آب خشک در حال حاضر برای استفاده به عنوان یک عامل ترسیب کربن برای جذب و مسدود کردن گازهای گلخانه ای از جو در نظر گرفته شده است. می تواند چهار برابر بیشتر از آب معمولی دی اکسید کربن را در مدت زمان مشابهی به دام بیندازد. آب خشک همچنین برای حمل و نقل و ذخیره سازی بسیاری از مواد خطرناک کاربرد دارد. می توان از آن به عنوان یک محیط برای ترکیبات فرار استفاده کرد، زیرا مواد ذخیره شده در آب خشک را می توان به پودر تبدیل کرد و تثبیت کرد - که نه تنها فرار ماده، بلکه وزن آن را برای حمل و نقل کاهش می دهد. همچنین این نظریه مطرح شده است که آب خشک به دلیل توانایی آن در ذخیره و تثبیت مقادیر بسیار زیادی از گازها و مواد فرار بدون اتصال دائمی آنها، می‌تواند کاربردهای بالقوه‌ای در ساخت پیل‌های سوختی برای خودروها داشته باشد. آب خشک به دلیل ماهیت آن به عنوان یک ماده جاذب طبقه بندی می شود. در زمینه هایی که از امولسیون ها استفاده می شود، کاربردهای بالقوه زیادی دارد. مطالعات اخیر همچنین نشان داده است که آب خشک می تواند به عنوان یک کاتالیزور عمل کند. این ماده شبیه پودر قند است و می تواند روش استفاده از مواد شیمیایی را متحول کند هر ذره آب خشک حاوی یک قطره آب است که توسط یک پوشش سیلیکاشنی احاطه شده است. در واقع، 95 درصد آب خشک را آب "تر" تشکیل می دهد دانشمندان بر این باورند که می توان از آب خشک برای مقابله با گرمایش زمین با جذب و به دام انداختن دی اکسید کربن گاز گلخانه ای استفاده کرد آزمایش ها نشان می دهد که در جذب دی اکسید کربن بیش از سه برابر بهتر از آب معمولی است آب خشک همچنین ممکن است برای ذخیره متان و افزایش پتانسیل منبع انرژی گاز طبیعی مفید باشد دکتر بن کارتر، از دانشگاه لیورپول، تحقیقات خود را در مورد آب خشک در 240 امین نشست ملی انجمن شیمی آمریکا در بوستون ارائه کرد او گفت:
هیچ چیز دیگری مانند آن وجود ندارد. امیدواریم در آینده شاهد موج زایی آب خشک باشیم 
کاربرد دیگری که توسط تیم دکتر کارتر نشان داده شد، استفاده از آب خشک به عنوان کاتالیزور برای تسریع واکنش بین هیدروژن و اسید مالئیک بود این ماده اسید سوکسینیک را تولید می کند، یک ماده خام کلیدی که به طور گسترده برای ساخت داروها، مواد غذایی و محصولات مصرفی استفاده می شود معمولا هیدروژن و اسید مالئیک باید با هم مخلوط شوند تا اسید سوکسینیک ساخته شود. اما در هنگام استفاده از ذرات آب خشک حاوی اسید مالئیک، این امر ضروری نیست و این فرآیند را سبزتر و انرژی کارآمدتر می کند دکتر کارتر می گوید: اگر بتوانید نیاز به تحریک واکنش های خود را از بین ببرید، به طور بالقوه در حال صرفه جویی قابل توجهی در مصرف انرژی هستید محققان معتقدند که ان فناوری می تواند برای ایجاد امولسیون های پودری "خشک"، مخلوطی از دو یا چند مایع غیرقابل ترکیب مانند روغن و آب، سازگار شود امولسیون های خشک می توانند ذخیره و انتقال مایعات مضر را ایمن تر و آسان تر کنند آب خشک" می تواند از نظر تجاری غوغایی بزرگ ایجاد کند و به مبارزه با گرمایش جهانی کمک کند"

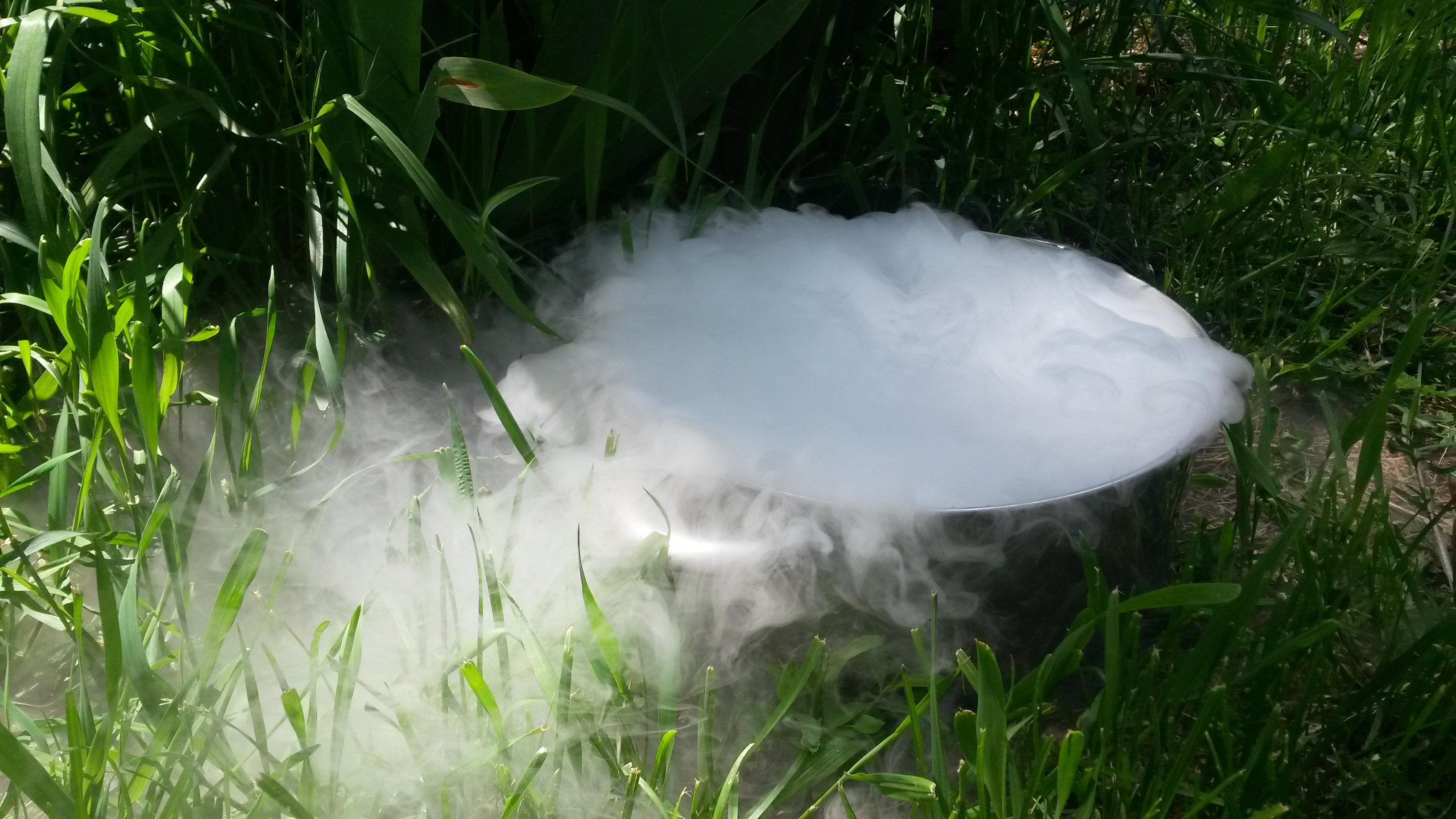

یکی از جدیدترین موارد استفاده از آب خشک به عنوان ماده ذخیره سازی گازها از جمله دی اکسید کربن است. در تحقیقات در مقیاس آزمایشگاهی، کوپر و همکارانش دریافتند که آب خشک بیش از سه برابر بیشتر از آب معمولی و غیر ترکیبی و سیلیس دی اکسید کربن را در یک فاصله زمانی جذب می کند. دانشمندان پیشنهاد کردند که این توانایی برای جذب مقادیر زیادی گاز دی اکسید کربن به عنوان هیدرات می تواند آن را در کمک به .کاهش گرمایش جهانی مفید کند کوپر و همکارانش در مطالعات قبلی نشان دادند که آب خشک برای ذخیره متان، جزء گاز طبیعی نیز مفید است و ممکن است به گسترش استفاده از آن به عنوان منبع انرژی در آینده کمک کند. به ویژه، آنها امیدوارند که مهندسان بتوانند از پودر برای جمع آوری و انتقال ذخایر گاز طبیعی استفاده کنند. این همچنین در کف اقیانوس به شکل هیدرات های گازی وجود دارد، شکلی از متان یخ زده که به نام "یخی که می سوزد" نیز شناخته می شود. این پودر همچنین میتواند روشی امنتر و راحت تر برای ذخیره سوخت متان برای استفاده در وسایل نقلیه با گاز .طبیعی فراهم کند. کارتر افزود: »کار زیادی باید انجام شود تا بتوانیم به آن مرحله برسیم